# Libnotes suffalcata
Libnotes suffalcata là một loài ruồi trong họ Limoniidae. Chúng phân bố ở miền Australasia.